# Großsteingräber bei Herzsprung
Die Großsteingräber bei Herzsprung waren mehrere megalithische Grabanlagen unbekannter Zahl vermutlich der jungsteinzeitlichen Trichterbecherkultur bei Herzsprung, einem Ortsteil von Angermünde im Landkreis Uckermark (Brandenburg). Sie wurden im 19. Jahrhundert beim Straßenbau zerstört. Über Anzahl, Maße, Ausrichtung und Typ der Gräber liegen keine Informationen vor. Nach Leopold von Ledebur wurden bei ihrer Zerstörung stets „Urnen“ gefunden.